# Tapete de Qom

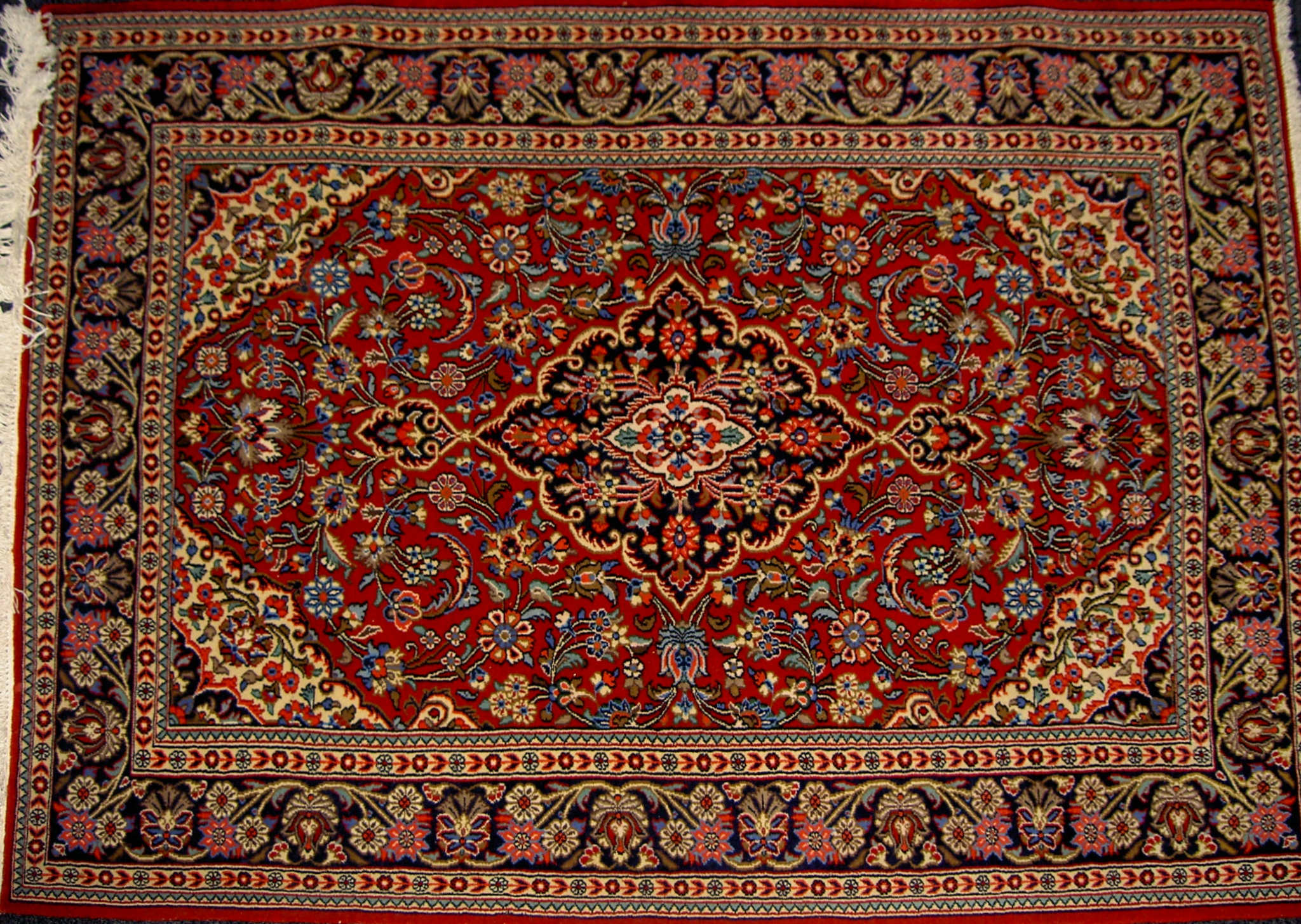
Um tapete Qom.

Tapete de Qom é um tipo de tapete persa confeccionado na região de Qom, no sudoeste de Teerã na província iraniana Qom.